# 金子源吉
金子 源吉（かねこ げんきち、1935年2月23日 - ）は、日本の実業家。テレビ長崎会長、元社長。父は農林水産大臣を務めた金子岩三、弟は長崎県知事を務め現参議院議員の金子原二郎。

## 経歴
1935年長崎県生まれ。長崎県立長崎東高等学校を経て、1959年に慶応義塾大学法学部卒業後、金子商店に入社。1970年専務、1975年金子漁業（金子商店から社名変更）副社長を経て、1984年社長に就任。父は金子漁業グループ創業者で元農林水産大臣の金子岩三であり、実弟の金子原二郎が政界を、自身が財界を引き継ぐという分業体制を成立させた。1986年には父・岩三が設立に携わったテレビ長崎社長に就任。以後26年にわたって務め2012年同社会長となり、2020年4月一身上の都合で退任した。

## 役職
- テレビ長崎代表取締役会長
- KTNソサエティ代表取締役会長
- KTNスポーツ振興財団理事長
- 長崎ミュージアム振興財団理事
- 舘浦漁業協同組合代表理事組合長